# Karwinskia mollis
Karwinskia mollis är en brakvedsväxtart som beskrevs av Diederich Franz Leonhard von Schlechtendal. Karwinskia mollis ingår i släktet Karwinskia och familjen brakvedsväxter. Inga underarter finns listade i Catalogue of Life.